# Sztompeliwka
Sztompeliwka (ukr. Штомпелівка) – wieś na Ukrainie, w obwodzie połtawskim, w rejonie łubieńskim, w hromadzie Chorol. W 2001 liczyła 867 mieszkańców.